# Over the Hills and Far Away (canción de Gary Moore)
«Over the Hills and Far Away» es una canción del guitarrista norirlandés de blues rock y hard rock Gary Moore, publicado como el primer sencillo del álbum Wild Frontier en 1986 a través de Virgin Records. Fue escrita por él mismo y trata sobre un preso que busca su libertad, aunque algunos críticos han considerado que es metáfora a la situación política que sufrió Irlanda del Norte durante la primera mitad del siglo XX.
Obtuvo el puesto 20 en los UK Singles Chart del Reino Unido y el lugar 24 en la lista Mainstream Rock Tracks de los Estados Unidos en 1987. Cabe señalar que el lado B lo ocupó la power ballad «Crying in the Shadows» que había sido lanzado como sencillo, pero que no está incluido en la versión original de Wild Frontier.
Con el pasar de los años ha sido versionado por otros artista, entre ellos la banda finlandesa Nightwish que la incluyó en su EP Over the Hills and Far Away, que debe su nombre a esta canción. Además los suecos de viking metal Thyrfing la incluyeron en su disco Urkraft. También los españoles Saurom realizaron una versión en español llamado «La disolución de la compañía».

## Lista de canciones
Vinilo de 7"
| N.º | Título                          | Duración |  |
| 1.  | ««Over the Hills and Far Away»» | 4:38     |  |
| 2.  | ««Crying in the Shadows»»       | 5:00     |  |

Vinilo de 12"
| N.º | Título                          | Duración |  |
| 1.  | ««Over the Hills and Far Away»» | 7:32     |  |
| 2.  | ««Over the Hills and Far Away»» | 4:38     |  |
| 3.  | ««Crying in the Shadows»»       | 5:00     |  |
| 4.  | ««All Messed Up»» (en vivo)     | 5:49     |  |